# 비열한 거리 (1994년 영화)
《비열한 거리》(영어: Little Odessa)는 1994년 개봉한 미국의 범죄 드라마 영화이다. 제임스 그레이가 감독과 각본을 맡고, 팀 로스, 에드워드 펄롱, 버네사 레드그레이브, 막시밀리안 셸 등이 출연하였다. 1994년 제51회 베네치아 국제 영화제 은사자상 수상작이다.

## 줄거리
러시아계 살인 청부 업자 조슈아는 러시아-유대인 마피아 의뢰로 한 이란인 보석상을 죽이기 위해 고향 브루클린 브라이턴비치로 돌아온다. 조슈아는 자신이 첫 살인을 저지른 후 자신과 절연했던 아버지, 말기 환자인 어머니, 동생인 루번 등 가족들과 재회한다.

## 출연
- 팀 로스 - 조슈아 셔피라 역
- 에드워드 펄롱 - 루번 셔피라 역
- 버네사 레드그레이브 - 이리나 셔피라 역
- 막시밀리안 셸 - 아카디 셔피라 역
- 모이라 켈리 - 알라 슈스터비치, 조슈아의 여자친구 역
- 폴 길포일 - 보리스 볼코프, 브라이턴비치 범죄 보스 역
- 데이비드 바딤 - 사샤, 조슈아의 옛 친구 역
- 나탈리야 안드레이첸코
- 보리스 맥가이버

## 기타 제작진
- 공동 제작: 케리 오렌트
- 배역: 더글러스 에이블
- 미술: 케빈 톰프슨
- 의상: 마이클 클랜시